# Агнеса (дочка Владислава II)
Анежка Пршемислівна (чеськ. Anežka Přemyslovna; XII століття — 7 червня 1228) — чеська князівна, представниця династії Пршемисловичів.
Старша дочка короля Чехії Владислава II та його першої дружини Гертруди фон Бабенберг, дочки маркграфа Австрії Леопольда III Святого та Агнеси Німецької.
Сестра Фрідріха, князя Чехії (1172—1173 і 1178—1189).
У молодості була віддана під опіку Доксанського монастиря. У 1200 на настійну вимогу зведеного брата Пржемисла Отакара I стала настоятелькою (абатисою) бенедиктинського монастиря святого Георгія в Празькому Граді.
Під час правління Агнеса реконструювала монастир і перенесла туди останки вбитих у 995 братів святого Адальберта Празького.
Померла у червні 1228 і похована в монастирі святого Георгія у крипті Діви Марії.